# Pruskau
Pruskau (polnisch Prusków) ist ein Ort in der Landgemeinde Zembowitz (Zębowice) im Powiat Oleski (Kreis Rosenberg O.S.) der Woiwodschaft Opole in Polen.

## Geografie

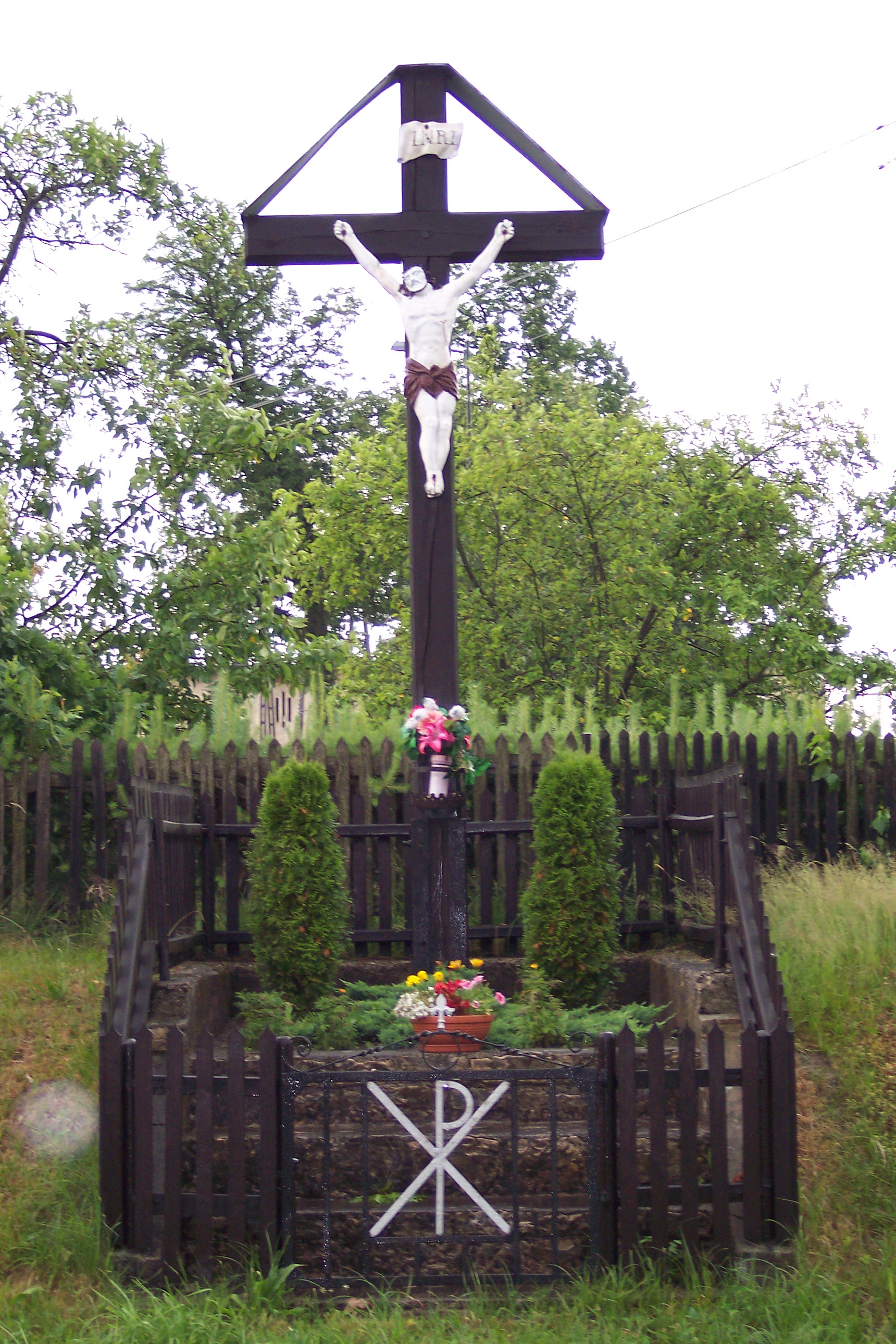
Wegkreuz

Pruskau liegt drei Kilometer nördlich von Zembowitz, 12 Kilometer südwestlich von Olesno (Rosenberg O.S.) und 32 Kilometer nordöstlich von  Opole (Oppeln).
Nachbarorte von Pruskau sind im Osten Schiedlisk (Siedliska) und Oschietzko (Osiecko), im Süden Zembowitz und im Südwesten Nowa Wieś (Neudorf).

## Geschichte
Bei der Volksabstimmung in Oberschlesien am 20. März 1921 stimmten 93 Wahlberechtigte für einen Verbleib bei Deutschland und 80 für Polen. Pruskau verblieb beim Deutschen Reich. 1933 lebten im Ort 241 Einwohner. Am 27. April 1936 wurde der Ort in Preußenau umbenannt. 1939 wurde Preußenau nach Föhrendorf eingemeindet. Bis 1945 befand sich der Ort im Landkreis Rosenberg O.S.
1945 kam der bisher deutsche Ort unter polnische Verwaltung und wurde in Prusków umbenannt und der Woiwodschaft Schlesien angeschlossen. 1950 kam der Ort zur Woiwodschaft Oppeln. 1999 kam der Ort zum Powiat Oleski. Am 23. Oktober 2007 wurde in der Gemeinde Zembowitz, der Pruskau angehört, Deutsch als zweite Amtssprache eingeführt. Am 19. November 2008 erhielt der Ort zusätzlich den amtlichen deutschen Ortsnamen Pruskau.